# Michael Dymek
Michael Dymek (* 4. září 1962 Sokolov) je bývalý dětský herec.

## Život
Chodil do základní školy se sportovním zaměřením v Praze 7, kde se věnoval sportovní gymnastice a kde jej ve dvanácti letech objevila režisérka Věra Plívová-Šimková. Ta ho obsadila do hlavního role Tomáše ve filmu Páni kluci. Další úspěch mu také zaručily film Indiáni z Větrova, seriál Tajemství proutěného košíku, filmy Posel dobrých zpráv a Kam uhnout očima. Další, ale už ne tak významné role ztvárnil ve filmu Krakonoš a lyžníci a Jen si tak trochu písknout. Dále se už herectví nevěnoval.
Vystudoval tanec na Státní konzervatoři a pak se stal členem Československého státního souboru písní a tanců. V roce 1988 emigroval se svou manželkou do západoněmeckého Mnichova. Pět let po sametové revoluci založil v Praze pobočku velké německo-americké distribuční společnosti SPOERLE/Arrow a vedl ji 15 let. V roce 2020 podniká v oboru solárních topných systémů. Od roku 1998 účinkuje v tanečním divadle BUFO jako tanečník.

## Filmografie
- 1975 – Páni kluci[5] (Tomáš)
- 1976 – Posel dobrých zpráv[6] – televizní inscenace
- 1977 – Tajemství proutěného košíku (Zdeněk Karas)
- 1977 – Kam uhnout očima[1] – televizní inscenace
- 1978 – Leť, ptáku, leť![7] (Tonda)
- 1979 – Indiáni z Větrova[8] (Přemek)
- 1981 – Krakonoš a lyžníci (Francek Pelč)
- 2009 – Přešlapy – seriál